# Nebish
Nebish ou Nebbish (em iídiche:  נעביש) (que vem da interjeição Iídiche נעבעך nebekh 'coitadinho!', a partir do checo nebohý) é uma pessoa  insignificante e lamentável, um pobre coitado. Pode também ser usado como uma exclamação: "que infeliz!". Em seu livro The Joys of Yiddish, Leo Rosten descreve um nebish, como "um inócuo, ineficaz, fraco, desamparado ou desafortunado infeliz. Uma pessoa inepta. Um perdedor."
O nebish é algumas vezes apresentado ao lado do desafortunado schlimazel e do inepto schlemiel. Um ditado iídiche expandido explica que "um schlemiel é alguém que muitas vezes derrama sua sopa, um schlimazel é a pessoa onde esta vai parar e o nebish limpa tudo depois do ocorrido."
Fazer referência a alguém como schlemiel ou schlimazel encerra uma crítica de forma implícita, mas referir-se a alguém como nebich evoca piedade. Por exemplo:
| “ | O sr. Rabinovitz, nebich, deixou sua mega-sena premiada no porta-luvas do carro e este acaba de ser roubado! | ” |

O nebich são frequentemente referidos na literatura iídiche como, por exemplo, no herói do conto Bontse Shveig de I. L. Peretz.